# إلمر بلانشارد
إلمر بلانشارد هو سياسي كندي، ولد في 6 مارس 1927 في تشارلوت تاون في كندا، وتوفي في 20 سبتمبر 1970.